# Habitat 67
Habitat 67, o simplemente Habitat, es un complejo de viviendas situado en Montreal, Canadá, diseñado por el arquitecto israelí–canadiense Moshe Safdie. Fue concebido originalmente como su tesis doctoral en arquitectura en la Universidad McGill y posteriormente construido como un pabellón para la Expo 67, la Exposición Universal celebrada desde abril hasta octubre de 1967. Se sitúa en el 2600 de la Avenue Pierre-Dupuy, en el Muelle Marc-Drouin, junto al Río San Lorenzo. Habitat 67 es considerado un hito arquitectónico y uno de los edificios más reconocibles y significativos de Montreal y Canadá.

## Historia

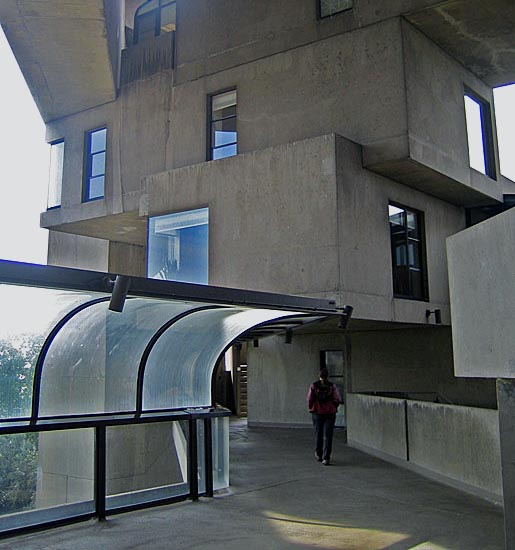
Vista desde el complejo desde una pasarela semi-cubierta que conecta dos secciones de unidades.

El diseño de Safdie de Habitat 67 comenzó como un proyecto de tesis para su carrera de arquitectura en la Universidad McGill. Fue "altamente reconocido" en la institución, aunque Safdie menciona que no consiguió ganar el Premio Pilkington, un premio para la mejor tesis en las escuelas de arquitectura de Canadá, como una prueba inicial de su naturaleza polémica. Tras dejar de trabajar con Louis Kahn en Filadelfia, Safdie fue abordado por Sandy van Ginkel, su antiguo director de tesis, para realizar el plan maestro de la Expo 67, la exposición universal que iba a celebrarse en Montreal. Safdie decidió proponer su tesis como uno de los pabellones y comenzó a desarrollar su proyecto. Después de que Mitchell Sharp, el ministro del gabinete federal responsable de la exposición, y Lester B. Pearson aprobaran el proyecto en Ottawa, el director de Instalaciones de la Expo 67, Edward Churchill, le dio la bendición a Safdie para dejar el comité de planificación y trabajar en el proyecto del edificio como un arquitecto independiente. Se adjudicó el proyecto a Safdie a pesar de su relativa juventud e inexperiencia, una oportunidad que describió posteriormente como "un cuento de hadas, un maravilloso cuento de hadas".
El proyecto fue financiado por el gobierno federal, pero en la actualidad es propiedad de sus inquilinos, que formaron una sociedad limitada que compró el edificio a la Canada Mortgage and Housing Corporation en 1985. Safdie todavía posee un ático en el edificio.

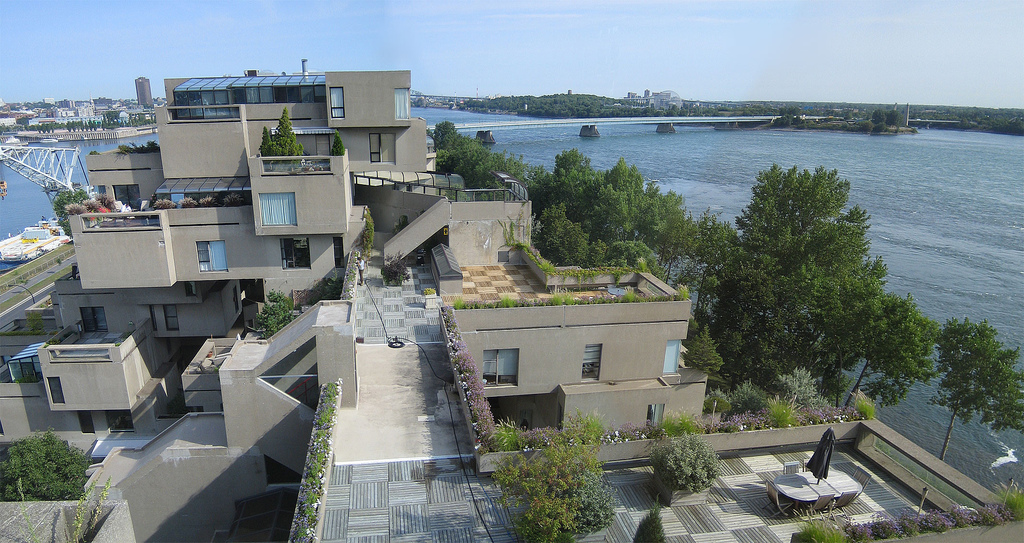
Las formas entrelazadas, pasarelas conectadas y terrazas ajardinadas de Habitat 67 fueron clave para conseguir el objetivo de Safdie de un medio privado y natural dentro de un denso espacio urbano.

## Concepto y diseño

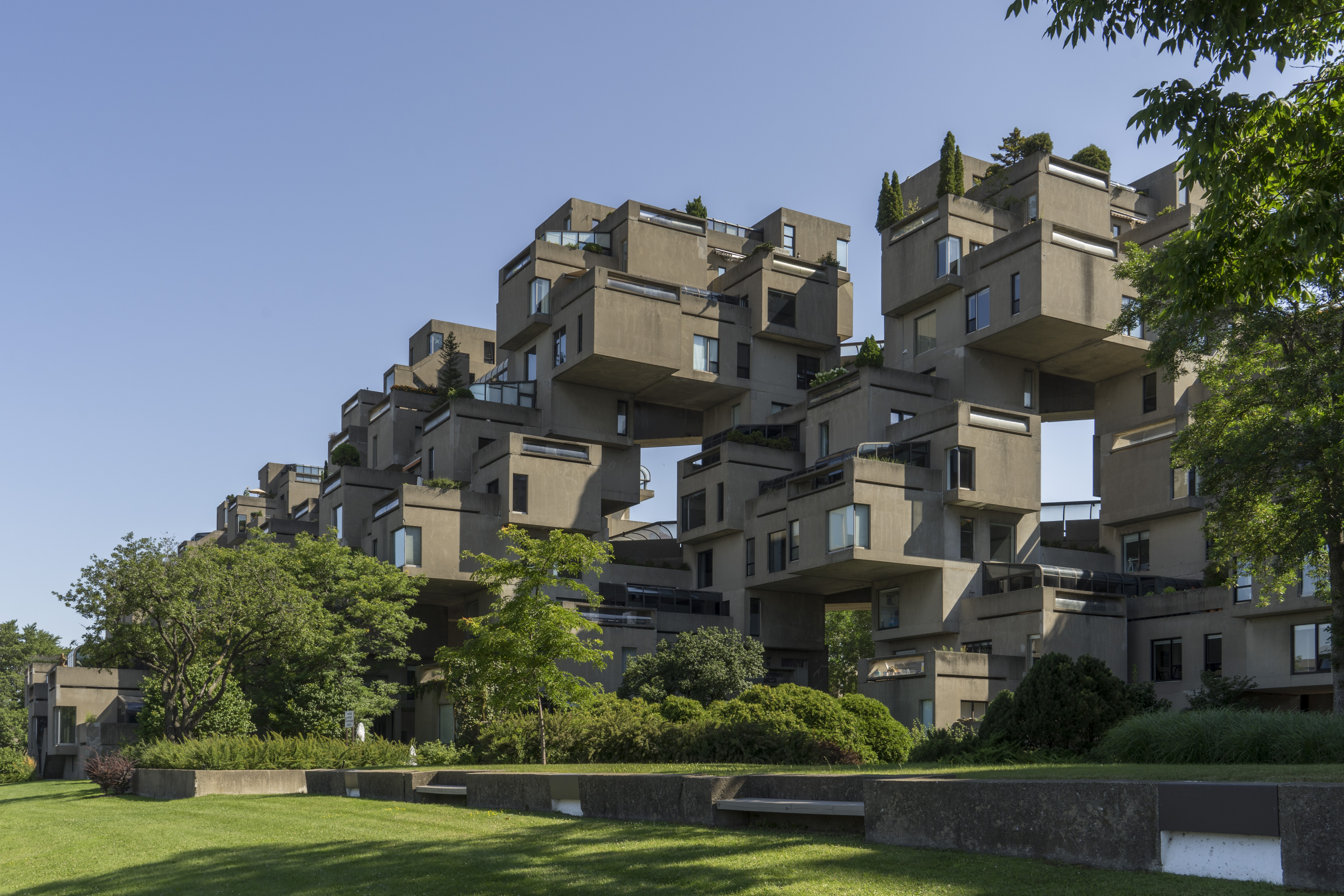
Habitat 67

Habitat 67 contiene 354 encofrados de hormigón prefabricados idénticos dispuestos en diferentes combinaciones, que alcanzan hasta 12 plantas de altura. Juntas, estas unidades crean 146 residencias de diferentes tamaños y configuraciones, formadas por entre una y ocho unidades de hormigón conectadas. El complejo contenía originalmente 158 apartmentos, pero se han unido varios apartamentos para crear unidades mayores, reduciendo el número total. Cada unidad está conectada a al menos una terraza privada, que tiene entre 20 y 100 m².
El proyecto se diseñó para integrar los beneficios de las casas suburbanas, es decir, jardines, aire fresco, privacidad y varias plantas, con los beneficios económicos y la densidad de un edificio urbano moderno de apartamentos. Se creía que ilustraba el nuevo estilo de vida en el que vivirían las personas en ciudades cada vez más pobladas de todo el mundo. El objetivo de Safdie de que el proyecto fuera vivienda asequible fracasó: la demanda de las unidades del edificio las ha hecho más caras que lo que se concibió originalmente. Además, la estructura existente pretendía ser solo la primera fase de un complejo mucho más grande, pero el alto coste de unos C$ 140 000 por unidad lo impidió.
El tema de la Expo 67 fue "El Hombre y su Mundo", tomado de la autobiografía de Antoine de Saint-Exupéry, Terre des hommes (literalmente "tierra de hombres", aunque fue publicado con el título Viento, Arena y Estrellas). La vivienda también fue uno de los temas principales de la Expo 67. Habitat 67 se convirtió en un pabellón temático visitado por miles de personas de todo el mundo, y durante la exposición también sirvió como residencia temporal de los muchos dignatarios que visitaron Montreal.
En marzo de 2012, Habitat 67 ganó una encuesta en línea de Lego Architecture y es un candidato para ser añadido a la lista de edificios famosos que inspiran una réplica especial de Lego. De hecho, se usaron fichas de Lego en el diseño inicial de Habitat; según la firma de Safdie, "las maquetas iniciales del proyecto se construyeron usando legos, y las versiones posteriores también se construyeron con legos”.

## Legado
Como uno de los principales símbolos de Expo 67, a la que asistieron más de 50 millones de personas, Habitat 67 consiguió fama mundial como un "experimento fantástico" y una "maravilla arquitectónica". Este experimento fue un éxito y un fracaso: "redefinió la vida urbana" y desde entonces se ha convertido en "una cooperativa muy exitosa", pero al mismo tiempo no consiguió to revolucionar la vivienda asequible o iniciar una ola de proyectos modulares prefabricados como Safdie había imaginado. A pesar de estos problemas, la fama y el éxito de Habitat "made la reputación [de Safdie]" y ayudó a lanzar su carrera; Safdie ha diseñado hasta la actualidad más de 75 edificios y planes maestros por todo el mundo.
Incluso ahora, más de 50 años después de Habitat, gran parte del trabajo de Safdie todavía está relacionado los conceptos que fueron fundamentales para su diseño, especialmente los temas de reimaginar las viviendas de alta densidad y mejorar la integración social mediante la arquitectura, que se han convertido en "sinónimos" de su trabajo.

## En la cultura popular
- El vídeo musical de la canción "In My Secret Life", de Leonard Cohen, se grabó en el complejo
- El edificio aparece en la comedia Blades of Glory como la residencia de los atletas olímpicos
- Se puede ver una copia de la estructura en "Face – Make Up", el decimotercer episodio de la serie de anime de televisión Ghost in the Shell: S.A.C. 2nd GIG
- El complejo Habitat 67 aparece en la cubierta del álbum The North del grupo canadiense de pop-rock Stars
- El edificio aparece prominentemente en la película británico-canadiense The Disappearance, de 1977
- Se puede ver una copia del edificio en una pintura mate usada en el episodio "Wink of an Eye" de la tercera temporada de "Star Trek: The Original Series".